# مينا كوماري
مينا كوماري (ولدت 1 أغسطس 1933 - توفيت 31 مارس 1972) ولدت تحت اسم ماهجبين بانو واسمها القلمي «ناز»، هي ممثلة سينمائية ومغنية وشاعرة هندية. كانت تعد واحدة من أهم الممثلات في الصناعة السينمائية الهندية. بفضل أدوارها الدرامية في صنف التراجيديا الذي أكسبتها شهرة واسعة جعلتها تلقب «بملكة التراجيديا» أو «ملكة الحزن»، كما اشتهرت بعدة ألقاب أخرى منها «سندريلا السينما الهندية» أو أنثى أسطورة السينما الهندية غورو دوت. دخلت مجال صناعة السينما في ريعان شبابها حيث لعبت في أكثر من 92 فيلمًا، يُعتبر العديد منها اليوم أفلاما كلاسيكية هندية أو أفلام عبادات.
اعتبرت من قبل الكثيرين علامة بارزة في السينما الهندية، كما اعتبرها النقاد ممثلة «لا تضاهى تاريخيا». خلال مسيرتها الفنية التي امتدت 33 سنة، لعبت أدوار البطولة في العديد من الأفلام لعل أبرزها فيلم سيد زوجة وعبد، شوتي باهو، باكيزه، ميري ابني، ارتی وغيرها. ورغم ذلك تميزت حياتها المهنية في سنواتها الأخيرة بإدمانها المفرط للكحول والعلاقات الصعبة، ما أدی إلی تدهور صحتها تدريجيا توفيت عام 1972 بعد إصابتها بمرض تليف الكبد.
من أبرز معاصريها الممثلة نرجس ومادهوبالا.

## طفولتها
ولدت مينا كوماري في 1 أغسطس 1933 تحت اسم «ماهجبين بانو» لعائلة فنية مسرحية وموسيقية فقيرة، من أب يدعى («علي بوكس») وأم تدعى («إقبال بيغوم»). مما شكل خيبة أمل كبيرة لوالدها كونه أراد ولدا. وحذى به لتركها في دار للأيتام بعدما لم يتمكن من دفع تكاليف الطبيب أثناء الولادة، لكنه تراجع عن قراره بعد بضع ساعات. وتعد الممثلة خورشيد بانو شقيقتها الكبرى فيما تعد ماهليكا المعروفة أيضا باسم «مادو»، شقيقتها الصغرى وأول من تزوج من الممثل محمود علي.
صرحت كوماري في صباها أنها غير مهتمة بالسينما، وأنها تفضل المدرسة. وعلى الرغم من ذلك، بدأ والداها بأخذها إلى استوديوهات التصوير للبحث عن فرص عمل وهي بعمر الأربع سنوات. ما مكنها من لقاء المخرج فيجاي بهات وتصوير أول أفلامها Leatherface عام 1939 مقابل 25 روبية. لتصبح في سن الرابعة مصدر دخل لعائلتها حيث صرحت في مقابلة أجرتها عام 1962، أن حقيقة أنها كانت تدعم والديها منذ سن الرابعة كان يشعرها بسعادة كبيرة.
شغف كوماري بالدراسة جعلها تنخرط في المدرسة، لكن متطلبات عملها كثيراً ما أدت بها إلى مقاطعتها، ليصبح تعليمها نتيجة جهد وعصامية فردية وتعليم خاص. صبت كوماري جل تعليمها على تلقي اللغة الأردية باعتبار تمكنها من اللغتين الإنجليزية والهندية. وعرفانا بشغفها في الدراسة أطلق عليها لقب «ريدينج محجبين»، بسبب إحضارها وقراءتها للكتب في مواقع التصوير.

## وفاتها
بعد ثلاثة أسابيع من إصدار فيلم "باكزاه"، كانت مينا كوماري تعاني من مرض تليف الكبد مما إظطرها في 28 مارس 1972 لدخول دار سانت إليزابيث للتمريض. وفي تمام الساعة 3:25 مساءً من يوم الجمعة 31 مارس 1972 توفيت كوماري عن عمر يناهز 38 عامًا متأثرة بمرضها. وفقا لرغبة زوجها دفنت في مقبرة رحمات أباد، الواقعة في ناريالوادي، مازاغون، مومباي. كما طلبت كتابة النثر التالي على شاهدة قبرها: «"لقد أنهيت الحياة مع كمان مكسور وأغنية مكسورة وقلب مجروح، ولكن دون لحظة ندم واحدة"»." توفي زوجها كمال أمروحي في 11 فبراير 1993 في مومباي، وحسب رغبته دفن بجوار قبر زوجته.

## روابط خارجية
- مينا كوماري على موقع IMDb (الإنجليزية)
- مينا كوماري على موقع ألو سيني (الفرنسية)
- مينا كوماري على موقع أول موفي (الإنجليزية)
- مينا كوماري على موقع قاعدة بيانات الفيلم (الإنجليزية)
- مينا كوماري على موقع كينوبويسك (الروسية)